# Fahrenhorst (Tülau)

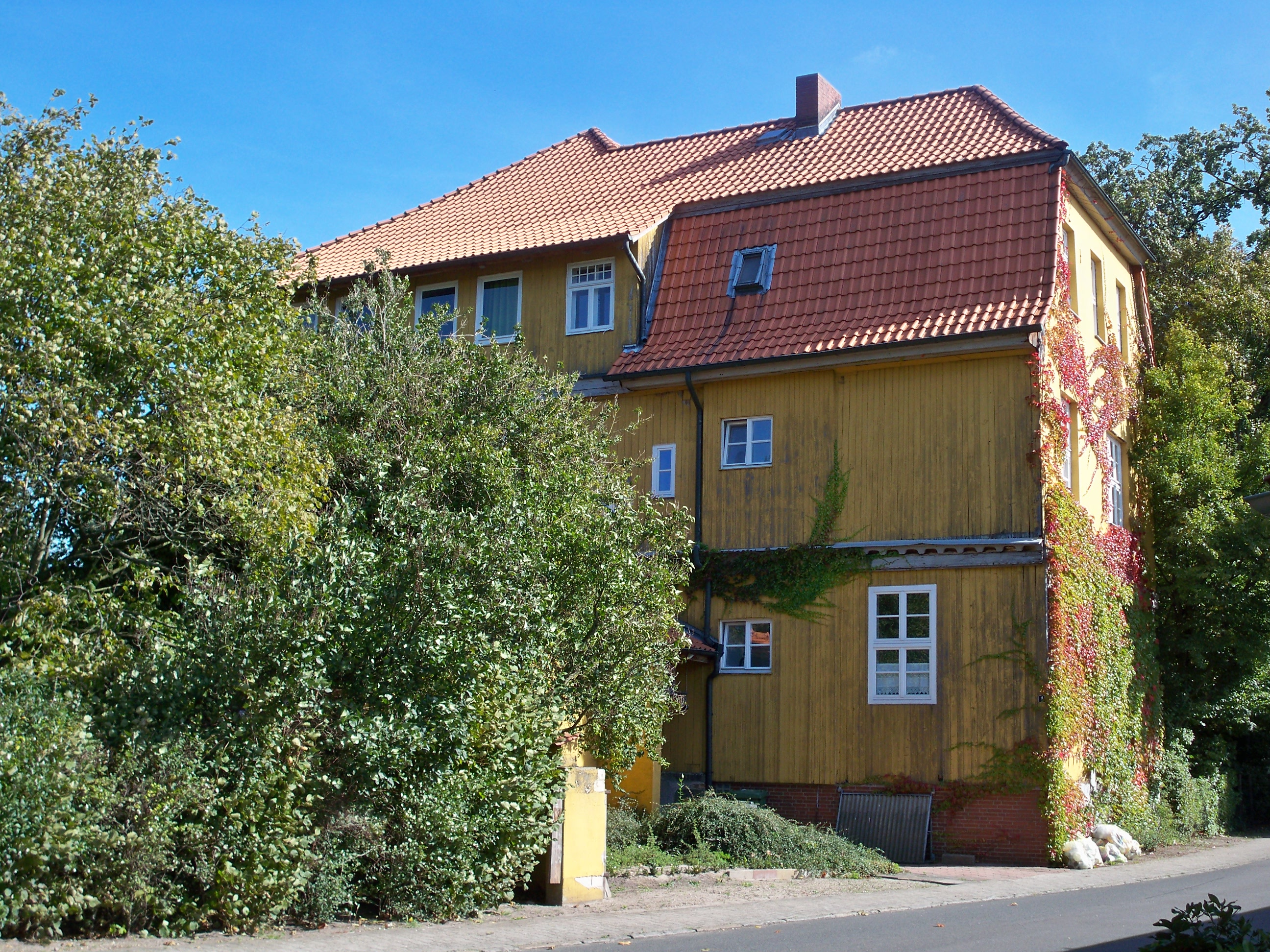
Herrenhaus Fahrenhorst

Fahrenhorst war ein Gutsweiler, der mit dem Dorf Tülau zur Ortschaft Tülau-Fahrenhorst zusammengewachsen ist. Tülau-Fahrenhorst gehört zur Gemeinde Tülau im Landkreis Gifhorn in Niedersachsen.

## Geschichte
Ursprünglich war die Fahrenhorst ein Tülauer Flurstück.
Nach 1520 wurde Fahrenhorst, frühere Schreibweise Vahrenhorst, etwa einen halben Kilometer südlich von Tülau als Vorwerk der Burg Brome errichtet. Dabei wurde Land von der Wüstung Schürnau übernommen. Ab etwa 1600 wurden weitere Häuser für Bedienstete und Bauern errichtet, und Fahrenhorst entwickelte sich zu einer Siedlung.
Fritz V. von der Schulenburg († 29. Juli 1505), Ritter auf Beetzendorf und Brome, war von Herzog Heinrich I. mit der Burg Brome belehnt worden. Er war verheiratet mit Armgard von Alvensleben († nach dem 30. August 1505), einer Tochter von Busso VII. von Alvensleben und Mette von Alten.
Sein Sohn Fritz VII. von der Schulenburg († 1558) verkaufte Ende 1548 Brome mit weiteren umliegenden Dörfern des Gerichts Brome an Christoph von dem Knesebeck. Vom Verkauf nicht betroffen war unter anderem Tülau mit Fahrenhorst, wo Fritz VII. auf Fahrenhorst seinen Wohnsitz nahm und ein eigenständiges Gericht eingerichtet wurde.
Fritz VII. von der Schulenburg war verheiratet mit Anna von Cramm aus dem Haus Oelber (urkundlich 1518–1560 erwähnt). Aus der Ehe gingen zehn Kinder hervor. Anna, die einzige Tochter, sowie die Söhne Berndt, Burchard, Daniel und Fritz verstarben schon früh. Die Söhne Curt und Levin ertranken 1548 im Burggraben in Brome.
Der Sohn Heinrich VII. von der Schulenburg auf Fahrenhorst (* 1527 in Brome; † 11. Dezember 1613 in Fahrenhorst) heiratete erst im fortgeschrittenen Alter, im Jahre 1583, Anna von Campe auf Wedesbüttel, diese Ehe blieb kinderlos. Der Sohn Christoph VIII. von der Schulenburg (* 1530 in Brome; † im Dezember 1613) blieb unverheiratet und starb eine Woche nach seinem Bruder Heinrich. Beide Brüder wurden in der Kirche zu Altendorf beigesetzt. Dadurch erlosch der Fahrenhorster Familienzweig von der Schulenburg im Mannesstamm.
Bereits im Jahre 1600 war Ratskanzler und Geheimrat Friedrich von Weyhe (1539–1603) aus Celle, aus dem lüneburgischen Adelsgeschlecht von Weyhe stammend, von Herzog Ernst II. mit dem Gut Fahrenhorst belehnt worden. Dieses Lehen wurde 1602 dahingehend eingeschränkt, dass es erst nach dem Tod von Heinrich von der Schulenburg wirksam werden sollte.
Nach dem Tod der beiden Brüder von der Schulenburg im Jahre 1613 übernahm zunächst Carl von Mandelsloh († 1643) aus Klötze das Gut, das wahrscheinlich zuvor an ihn verpfändet gewesen war.
1643 nahm Herzog Friedrich IV. (Braunschweig-Lüneburg) Gut und Adeliges Gericht Tülau-Fahrenhorst wieder an sich, da Carl von Mandelsloh mit den Pachtzahlungen erheblich im Rückstand war, und der Amtmann des Amtes Knesebeck übernahm die Verwaltung des Gutes. Wahrscheinlich im Jahr 1644 kam das Gut an Friedrich von Weyhe (* 1602 in Eimke; † 1676, in Altendorf bestattet). Sein namensgleicher Großvater, dem Fahrenhorst bereits im Jahre 1600 zugesprochen wurde, sowie auch sein Vater Wilhelm von Weyhe (1574–1622) waren inzwischen verstorben.
1737 wurde in Fahrenhorst unter Johann Wilhelm von Weyhe (1685–1752) das bis heute bestehende Gutshaus erbaut, Anfang der 1920er Jahre wurde es von Carl Ernst Wilhelm von Weyhe (1857–1935) erweitert. Seine Nachkommen besitzen das Gut bis heute.
1810, in der Franzosenzeit, wurde das Gericht Tülau dem Kanton Wittingen im Departement der Nieder-Elbe zugeordnet. 1811 wurden in Fahrenhorst 118 Einwohner gezählt. 1830 und 1863 vernichteten zwei Brände viele Häuser in Fahrenhorst, das Gutshaus blieb jedoch davon verschont. 1847 übernahm der Landesherr das Gericht Fahrenhorst von Carl Friedrich von Weyhe (1794–1855). Bei der Verwaltungsreform von 1859 wurde das Patrimonialgericht Fahrenhorst einschließlich des früheren adeligen Gerichts Brome dem Amt Isenhagen angeschlossen. Von der Gründung im Jahre 1866 bis zu dessen Auflösung im Jahre 1932 gehörte Fahrenhorst dem Kreis Isenhagen an, seitdem gehört Fahrenhorst zum Landkreis Gifhorn.